# 金剛組

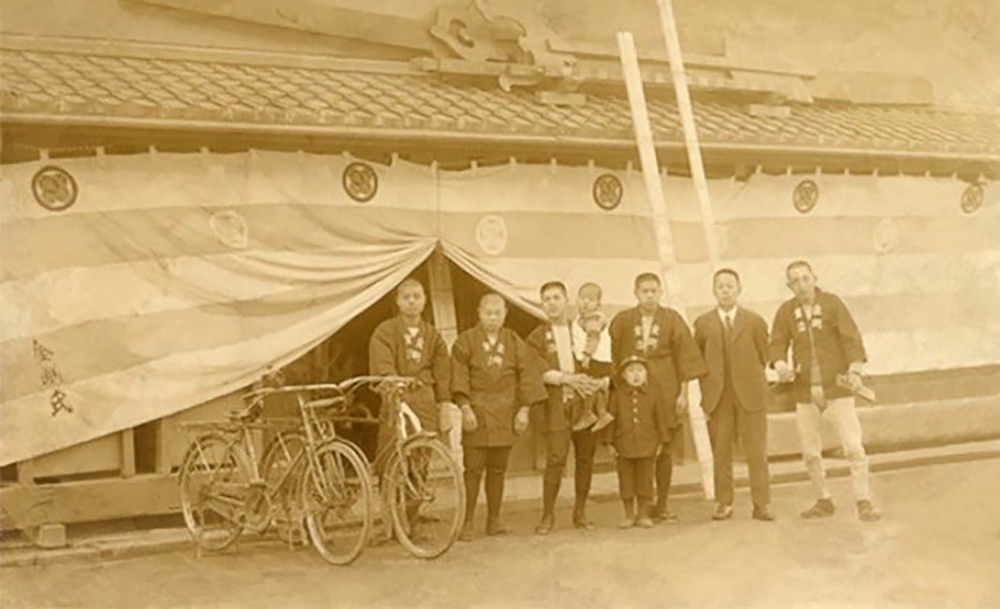
幾個金剛組工人，在20世紀早期拍攝。

金剛組是一間日本建築公司，創辦於公元578年，曾是世上最古老的家族企業，1955年轉以有限公司方式經營，2006年1月宣佈清盤後，資產由高松建設（改組後屬高松建設集團）接管。現在高松建設的子公司。

## 背景
敏達天皇六年（578年），聖德太子為慶祝滅掉廢佛派官員物部守屋，祈求護法神四天王庇佑佛教昌隆及信眾平安，從朝鮮半島的百濟招請名匠柳重光（金剛組的先人），建四天王寺。該寺被視為飛鳥時代的代表建築，期間經歷七次破壞，屢被修補，一直保存至今。
金剛組在往後歷史中亦以建造佛寺為主，607年，金剛家族建造法隆寺，達到日本木造建築的高峰。法隆寺與四天王寺是代表日本建筑的兩大历史遗产，它們的构筑施工方法至今還脈脈相傳地存活於金剛組〈施工方法彙編〉裡。金剛家族還曾兩度完成水戶偕樂園（與金澤兼六園、岡山後樂園並稱日本三大名園）中「好文亭」的復原設計工作。
柳氏的子孫亦因興建該寺而備受重視，由他們組成的金剛組，「堂主」相當於總裁一職，至今已傳至第40代。金剛組的企業架構分成多個小組，約5至8人為一組，各組保持其獨立性，互為競爭。小組會集中改良固有技術，接單時總部會評估各組的能力，藉以決定哪一組承辦工作。他們就能將一根水泥柱，建得像木柱一樣。金剛家族第40代堂主金剛正和曾說：「我們公司能生存這麼久其實沒有什麼秘密。正如我常說的，堅持最最基本的業務對公司來說非常重要。」金剛正和認為，無論是經濟繁榮還是衰退，專一於自己的核心業務永遠是生存之道。
不過，隨著社會轉形，金剛組亦多次差點停辦。19世紀明治維新時，在政府鼓吹神佛分離之下，最後興起一股廢佛毀釋運動，日本人開始將許多佛寺改作大物主神的神社，二次大戰時，該公司則要製造軍用木箱才熬了過來。金剛組傳至第37代時，世襲子孫金剛治一無意經營，于1932年在家族先祖墓前自殺，1934年，家族首次任命第37代嫡孫之妻挑起家族大樑，是為第38代堂主。
1955年，「株式會社金剛組」成立，除建造寺廟、庭園外，亦開始承辦一般建築，但最終引發龐大負債。20世紀90年代開始，日本經濟泡沫爆破，金剛組背負著龐大負債，乃至不支，2006年1月，宣布清算，資產由高松建設2005年11月創建的同名子公司「株式會社金剛組（高松金剛組）」接管，原本的金剛組則會重回老本行，專做寺廟建築。在清盤前，金剛組05年財政年度收入為75億日元，有100名員工，經點算後，負債額為40億日元。